# Elezioni generali in Nigeria del 2003
Le elezioni generali in Nigeria del 2003 si tennero il 12 aprile per l'elezione del Parlamento e il 19 aprile per l'elezione del Presidente.

## Risultati

### Elezioni presidenziali
| Olusegun Obasanjo           | Partito Democratico Popolare            | 24 456 140 | 61,94 |  |  |  |  |  |
| Muhammadu Buhari            | Partito del Popolo di Tutta la Nigeria  | 12 710 022 | 32,19 |  |  |  |  |  |
| Chukwuemeka Odumegwu Ojukwu | Grande Alleanza di Tutti i Progressisti | 1 297 445  | 3,29  |  |  |  |  |  |
| Jim Nwobodo                 | Partito Popolare della Nigeria Unita    | 169 609    | 0,43  |  |  |  |  |  |
| Gani Fawehinmi              | Partito della Coscienza Nazionale       | 161 333    | 0,41  |  |  |  |  |  |
| Sarah Jubril                | Congresso d'Azione Progressita          | 157 560    | 0,40  |  |  |  |  |  |
| Ike Nwachukwu               | Partito Democratico Nazionale           | 132 997    | 0,34  |  |  |  |  |  |
| Chris Okotie                | Partito della Giustizia                 | 119 547    | 0,30  |  |  |  |  |  |
| Balarabe Musa               | Partito della Redenzione del Popolo     | 100 765    | 0,26  |  |  |  |  |  |
| Arthur Nwankwo              | Partito del Mandato Popolare            | 57 720     | 0,15  |  |  |  |  |  |
| Altri                       | -                                       | 117 351    | 0,30  |  |  |  |  |  |
| Totale                      | Totale                                  | 39 480 489 | 100   |  |  |  |  |  |
|                             |                                         |            |       |  |  |  |  |  |
| Voti non validi             | Voti non validi                         | 2 538 246  | 6,04  |  |  |  |  |  |
| Votanti                     | Votanti                                 | 42 018 735 | 69,08 |  |  |  |  |  |
| Elettori                    | Elettori                                | 60 823 022 |       |  |  |  |  |  |

### Elezioni parlamentari

#### Camera dei rappresentanti
| Liste                                   | Voti       | %     | Seggi |
| --------------------------------------- | ---------- | ----- | ----- |
| Partito Democratico Popolare            | 15.927.807 | 54,49 | 223   |
| Partito del Popolo di Tutta la Nigeria  | 8.021.531  | 27,44 | 96    |
| Alleanza per la Democrazia              | 2.711.972  | 9,28  | 34    |
| Partito Popolare della Nigeria Unita    | 803.432    | 2,75  | 2     |
| Partito Democratico Nazionale           | 561.161    | 1,96  | 2     |
| Grande Alleanza di Tutti i Progressisti | 397.147    | 1,26  | 2     |
| Partito della Redenzione del Popolo     | 96.550     | 0,33  | 1     |
| Altri                                   | 713.470    | 2,21  | -     |
| Totale                                  | 29.233.070 |       | 360   |